# Klinska pomora
Klinska pomora, hrvatski punk band iz Zagreba.

## Povijest
Osnivanju je prethodio prvi susret budućih članova s punkom. Tulum kod Maxa (Saša Maksimovića) bio je mjesto susreta. Mati mu je s poslovnog puta u Londonu donijela prvu ploču od Sex Pistolsa i momci su se zainteresirali za punk. Zamisao o sastavu je došla jer je na Kajzerici već postojao sastav Cigla, vrlo popularan u Gopčevoj osnovnoj školi. Momci iz Cigle bili su stariji prijatelji Gopca i prijatelja pa su napravili punk-rock grupu Klinska pomora. Početak je bio na tulumu kod Marka (Zdravko Ostić) 1977. godine na kojem su izvlačili papiriće tko će svirati koje glazbalo. Na papirićima je pisalo gitara, bas, bubnjevi i pjevač. Birajući ime razmatrali su ime Bikovi iz Gmajne, pa Fuj crveni, pa Murica s plincima i na kraju Klinska pomora. Ime Fuj, crveni bilo im je buntovničko ali ga nisu izabrali zbog politike, nego zbog buntovnosti i po dolasku je otpalo jer su odmah u estradi rekli da to ne može, pa su u deset sekundi morali smisliti novo ime. Zaneseni punkom, članovi Pomore su skupili novce i otišli u Jugotonovu prodavaonicu i zatražili sve šta imaju od punk-rocka, pa su kupili Clash, Vibrators, Eddie and the Hot Rods, a prodali su im i prve AC/DC.
Imali su svoj svijet: Trnsko, Kajzericu i svoj sastav. Dogovorivši se oko članova, krenuli su s probama. Prve su bile na Kajzerici kod bake Kate, u napuštenoj kući koja je bila za rušenje. Prva postava Klinske Pomore bila je: Mark (solo gitara ), Damir Kamenski - Kemac (ritam gitara), Zdravko Koren - Libe (bas gitara), Davor Gobac (vokal) i Ivica Šuper Žorž na bubnjevima. Vođa sastava bio je Mark, ujedno i najstariji i jedini pravi glazbenik u sastavu. Profesionalno je svirao bubanj i trebao je imati angažman u Parnom valjku. Prvi nastup je bio u kinu Studentskog centra (SC), 1977. na Gaudeamusu. Budući da su bili loši glazbenici, to su nadoknađivali scenskim nastupom. Zbog toga je Klinska pomora je bile poznata po divljim koncertima i zbog ispada članova na pozornici i oko nje, kao i reakcija publike, nastupi su najčešće završavali ili na miliciji ili u hitnoj. Srećom po članove imali su dobrog menadžera koji im je ugovarao povoljne samostalne svirke i disciplinirao ih financijskim kaznama skidanjem honorara. Nisu imali mnogo skupnih nastupa, jer im je tako dogovarao menadžer, jer su tako imali slobodu napraviti ispade a i zbog toga drugi sastavi nisu htjeli svirati s njima jer se zbog njih često otkazivalo koncerte. Nastupili su s poznatim imenima kao Prljavo kazalište, Parni valjak i Pankrti. Slovenska publika izvrsno ih je primila u SKC-u. Na Prvom pljesku 1978. godine u Lisinskom svirali su bez Kemca i Gobca, kojeg je osiguranje skupa s Davorinom Bogovićem izbacilo iz dvorane. Od sudaca su dobili jedan glas. Za uvježbavanje su dijelili prostoriju u Gundulićevoj s Prljavim kazalištem, Haustorom i drugima. Nisu imali svoju opremu, drugi nisu htjeli dijeliti s njima, pa su bez pitanja poslije proba preko noći uzimali opremu i ujutro vraćali, sve dok ih nisu otkrili. Došlo je do preslagivanja sastava jednom prigodom jer je menadžer smatrao da Davor Gobac ne zna pjevati. Nakon testiranja najurio ga je, kao najmlađeg (Gobac spominje da mu roditelji nisu dopuštali izbivati vani na probama iza deset navečer, pa je brzo izbačen te je Pomora imala veliki nastup bez njega u Ljubljani s Parafima i Pankrtima; izbacio ga je Mark, a Gobac je tad bio 7. razred osnovne). Kemac je tad prešao na mjesto vokala. Kvalitetniji zvuk dobili su kad je došao novi gitarist Mac (Marijan Podgorski), kasnije basist i vokal La Fortunjerosa, sastava koji je također dao kratkotrajnog člana, Salu Zalepugina. 1990. godine skoro su potpisali ugovor s Jugotonom, ali su odbili korigirati politički provokativne tekstove kao Fotelja, Kralj bezidejne omladine i Socijalizam te je otpao ugovor. Nakon 1980. godine imali su sve manje svirki, a sve više nereda. Prema urbanoj legendi pošlo je sve nizbrdo nakon jednog velikog nereda na skupnom koncertu u SC-u, gdje su se poslije svirke potukli punkeri i šminkeri, u tučnjavi se osim šakama i nogama služilo i noževima, palicama i kamenjima. Članovi Klinske pomore završili su neko vrijeme u bolnici od ozljeda. Sutradan nakon te tučnjave škvadra Klinske pomore pošla je osvetnički pohod i premlatila sve koji su taj dan bili u SC, a s obzirom na to da je milicija sve to povezala s članovima koji nisu htjeli nitkog odati, dobili su uvjetne kazne. Budući da vlasnici klubova nisu više htjeli sastave kao Klinska pomora, sastavu je pošlo nizbrdo. Kultna osoba među starim zagrebačkim punkerima bio je Kemac koji je živio boemski. Izbivanjem Domovinskog rata bio je među prvim dragovoljcima za obranu Hrvatske i prošao je sva ratišta. Ostali članovi još su neko vrijeme svirali u drugim sastavima (Smog, M-61, Motor City Bar, Ibis, Pardon) koji su napravili ugovore s diskografskim kućama kao Memphis, Dallas Records i nosače zvuka su im producirali poznati glazbenici kao Denyken i Žan Jakopač.

## Vanjske poveznice
- Discogs
- RIF magazin  Arhivirana inačica izvorne stranice od 17. studenoga 2019. (Wayback Machine) Ivana Kocijan: VIDEO Psihomodo Pop obradio “Narodnu pjesmu” kultnih riječkih Parafa. Poslušajte